# Talbot Mundy
Talbot Mundy, nome d'arte di William Lancaster Gribbon; noto anche con lo pseudonimo  di Walter Galt (Londra, 23 aprile 1879 – contea di Manatee, 5 agosto 1940), è stato uno scrittore britannico naturalizzato statunitense.
È considerato uno dei principali autori di romanzo d'avventura pubblicati sui pulp magazine statunitensi nel periodo interbellico, i quali rappresentano il trait d'union fra la tradizione tardo-ottocentesca e i successivi generi del planetary romance e della sword & sorcery. Fra le sue opere, particolarmente celebre è il romanzo I nove sconosciuti (The Nine Unknown), ripreso in ottica metatestuale da vari autori posteriori.

## Biografia
All'età di sedici anni lasciò casa per viaggiare in India, Africa ed altri paesi del medio ed estremo Oriente. A ventinove anni, adottò il nome di Talbot Mundy ed un anno dopo si stabilì negli Stati Uniti iniziando, nel 1911, la carriera di scrittore. La sua prima opera pubblicata fu una storia breve, Pig-Sticking in India, in cui descriveva uno sport popolare - poi bandito - praticato dalle forze armate britanniche.
Molti dei suoi romanzi, ad iniziare dal primo - Rung Ho! - ed incluso il più conosciuto - King of the Khyber Rifles - sono ambientati nell'India sotto l'occupazione britannica. Descrivono anche in diversi casi l'incontro tra ufficiali britannici e la cultura del misticismo indiano. I romanzi si soffermano anche su figure dell'India imperiale in tutta la loro forza enigmatica fatta di romanticismo e prestanza, spesso ispirata alla cultura Thug. La dettagliata introduzione ai personaggi della principessa indiana Yasmini ha influenzato in maniera palese molti autori padri del fantasy, fra cui Robert E. Howard e Leigh Brackett.
La sua serie su Jim Grim - conosciuta e resa disponibile online da siti specializzati in teosofia - prima di essere pubblicata in volume fu pubblicata sul pulp magazine Adventure.  Mundy fu associato al movimento teosofico assieme all'amica Katherine Tingely.
A partire dalla fine degli anni venti, Mundy scrisse storie riguardanti Samotracia, l'isola libero dominio ellenico che combatté con i britanni e i druidi nella prima guerra contro Giulio Cesare.
È morto nella località di Bradenton Beach, in Florida.

## Opere

### Jimgrim & Jeff Ramsden
- Guns of the Gods (1921)
- The Winds of the World (1917)
- Hira Singh's Tale (1918)
- King of the Khyber Rifles (1916)
- Jimgrim and Allah's Peace (1936)
- The Seventeen Thieves of El-Kalil
- The Lion of Petra (1932)
- The Woman Ayisha (1924)
- The Lost Trooper
- The King in Check (1933)
- The Mystery of Khufu's Tomb (1935)
- The Caves of Terror (titolo alternativo The Gray Mahatma, 1924)
- Jungle Jest (1932)
- The Marriage of Meldrum Strange
- Om: The Secret of Ahbor Valley (1924)
- The Hundred Days (1931)
- The Nine Unknown (1923)
- The Devil's Guard (titolo alternativo Ramsden, 1926, in cui si cita la Loggia nera)
- Jimgrim (1931)
- The Gunga Sahib (1934)
- C.I.D. (1932)
- The Red Flame of Erinpura

### Tros di Samotracia
- Tros of Samothrace (1925)
- Queen Cleopatra (1929)
- Purple Pirate (1935)

### Lobsang Pun
- The Thunder Dragon Gate (1937)
- Old Ugly Face (1940)

### Racconti
- Rung Ho! (1914)
- The Ivory Trail (1917)
- Black Light (1930)
- All Four Winds: Four Novels of India (omnibus, 1932)
- Full Moon (titolo alternativo, There Was a Door, 1935)

## Filmografia
- For Valour
- The Fire Cop, regia di Hardee Kirkland (1912) - cortometraggio (1912)
- Her Reputation, regia di John Griffith Wray (1923)
- La guardia nera (The Black Watch)
- Jungle Mystery, regia di Ray Taylor - serial (1932)
- La carica dei Kyber (King of the Khyber Rifles)
- Navam, regia di Vivek Elangovan - cortometraggio (2016)